# Wolfgang Zobel

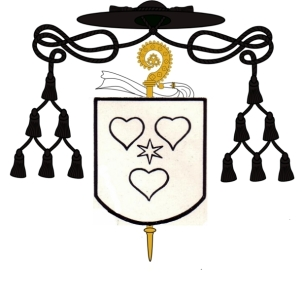
Das Wappen des Abtes Wolfgang Zobel

Wolfgang Zobel (* 1523 in Röttingen; † 16. Mai 1563) war von 1556 bis 1563 Abt des Benediktinerklosters in Münsterschwarzach.

## Münsterschwarzach vor Zobel
Das 16. Jahrhundert war in der Abtei Münsterschwarzach von mehreren Kriegen und Aufständen geprägt. Im Deutschen Bauernkrieg, am 30. April 1525 zerstörten Stadtschwarzacher Bürger das Klosterarchiv, um ihren Abgabeverpflichtungen zu entgehen. Daraufhin entsandte das Kloster Hilfegesuche an die Bursfelder Kongregation, mit der die Abtei seit dem Jahr 1480 verbunden war. Als Hilfen ausblieben, entfernte sich der Konvent von den Ideen des Klosterbundes.
Die Äbte nahmen in den folgenden Jahren den Wiederaufbau selbst in die Hände. Bis 1540 war die Klosterkirche erneut errichtet und konnte geweiht werden. Wiederum litten die Klostergebäude im Jahr 1546 unter Zerstörungen, im Schmalkaldischen Krieg plünderten Truppen die Klosterdörfer. Unter Zobels Vorgänger Abt Leonhard Gnetzamer erreichte die Veruntreuung des Klosterbesitzes große Ausmaße. Der Abt wurde 1556 vom Konvent deshalb abgesetzt.

## Leben

### Frühe Jahre
Wolfgang Zobel wurde im Jahr 1523 in Röttingen an der Tauber in der Nähe der Residenzstadt Würzburg geboren. Über seine Familie ist nichts Genaues bekannt. Auch über die Jugend und Ausbildung des Abtes liegt in den Quellen nichts vor. Erst mit seinem Eintritt in die Abtei Münsterschwarzach am Main in den Jahren 1535 oder 1536 wird Zobel wieder fassbar. Wann er sein Gelübde ablegte ist nicht ersichtlich, Wolfgang Zobel stieg innerhalb des Klosters bald auf.
Seine Niederen Weihen erhielt er am 22. März 1539. Subdiakon wurde er am 22. Mai 1540, bevor er ein Jahr später, am 22. April 1541, zum Diakon geweiht wurde. Die Priesterweihe empfing Zobel am 17. Februar 1543. Daraufhin erhielt er wichtige Ämter in der Klosterverwaltung, wird er doch 1556 als Prior erwähnt. Dieses Amt qualifizierte ihn für das Abtsamt, da die Abtei dringend Reformen benötigte, um die hohen Schulden abtragen zu können.

### Als Abt
Nach der Absetzung des Leonhard Gnetzamer im Frühjahr 1556 wurde eine Wahl angesetzt. Sie fand am 23. Juni 1556 unter dem Vorsitz des Würzburger Weihbischofs Georg Flach statt. Neun Wähler entschieden sich für den vierunddreißig Jahre alten Wolfgang Zobel als neuen Abt, was bei der Größe des Konvents allerdings ausreichte. Zu seinem Amtsantritt dichtete Zobel über die Situation der Abtei: „Ich sollt helffen aus aller noth/ der nicht funde ein bißchen broth. (...)“.
Zunächst mussten jedoch die dringlichsten Engpässe behoben werden: Um Wein für die Messe zu erhalten, bettelten die Mönche in den Klosterdörfern Nordheim am Main und Sommerach bei den Winzern. Der häufig erkrankte Abt lud sich indessen oft bei den örtlichen Schultheißen zu kräftigenden Essen ein, in der Abtei selbst konnte man sich eine solch teure Versorgung des Prälaten nämlich nicht leisten.
Gleichzeitig begann Zobel mit den Reformen innerhalb des Klosters. Er versuchte die klösterliche Disziplin wiederherzustellen, die unter seinem Vorgänger verfallen war. Hierzu gab er die Verwaltung des Klosters an den jüngeren Mönch Johannes Burckhardt, seinem späteren Nachfolger, ab und ernannte ihn zum Prior. Zobel kaufte auch den seit 1466 entfremdeten Zehnten in Kirchschönbach für das Kloster zurück.
Abt Wolfgang gelang die Rückzahlung der angesammelten Schulden bald und die Abtei konnte weitere Verbesserungen in Angriff nehmen. Unter der Herrschaft des Wolfgang Zobel wurde mit dem Bau einer Infirmerie für die erkrankten Konventsmitglieder begonnen. Zobel selbst verstarb am 16. Mai 1563 an einer Krankheit, die in den Quellen mit „paralysi tactus“ umschrieben ist. Er wurde in der Abteikirche vor der Säule des Dreikönigsaltars beerdigt.

## Wappen
Das Wappen des Wolfgang Zobel ist das zweite persönliche Zeichen, das für die Münsterschwarzacher Äbte überliefert ist. Zwei Quellen belegen das Wappen. Zum einen wurde es im Jahr 1556 als Siegel einem Brief an den Domherrn von Würzburg angehängt, zum anderen findet sich eine Beschreibung in einer Festschrift, die wegen der Benediktion von Zobels Nachfolger Benedikt Weidenbusch angefertigt wurde. Beschreibung: Ein sechsstrahliger Stern, begleitet von drei 2:1 gestellten Herzen. Die Wappenfarben sind unbekannt.